# Hebreos 8

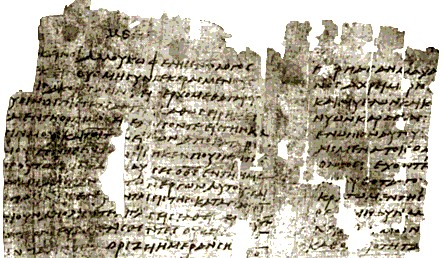
Epístola a los Hebreos 2:14-5:5; 10:8-22; 10:29-11:13; 11:28-12:17 en el Papiro 13 (225-250 d.C.).

Hebreos 8 es el octavo capítulo de la Epístola a los Hebreos del Nuevo Testamento de la Biblia cristiana . El autor es anónimo, aunque la referencia interna a «nuestro hermano Timoteo» (Hebreos 13:23) provoca una atribución tradicional a Pablo, pero esta atribución se discute desde el siglo II y no hay pruebas decisivas de la autoría. Este capítulo contiene la exposición sobre el mejor ministerio de la Nueva Alianza.

## Antecedentes
Este capítulo aparece bajo el subtítulo «Jesús, Sumo Sacerdote de una Alianza Mejor» en la English Standard Version y «Mediador de una Alianza Mejor» en la New Revised Standard Version traducciones al inglés del Nuevo Testamento.

## Texto
El texto original fue escrito en griego koiné. Este capítulo está dividido en 13 Versículos.

### Testigos textuales
Algunos manuscritos antiguos que contienen el texto de este capítulo son:
- Papiro 46 (175-225; completo)[5]
- Codex Vaticanus (325-350)
- Codex Sinaiticus (330-360)
- Codex Alexandrinus (400-440)
- Codex Freerianus (~450; Versículos existentes 1-2, 7-11, 18-20, 27-28)
- Codex Claromontanus (~550)